# 劉永健 (演員)
劉永健（英語：Sammy Lau Wing-Kin，1971年3月31日—），香港人，電視演員及電影演員、編劇，前無綫電視藝人，在無綫電視多出演配角。
劉永健5歲跟隨父親劉家榮到台灣拍戲，而伯父劉家良更是揚名國際的動作武師。後得樓南光賞識，並於1995年簽約無綫。
除電視劇集外，劉永健也有演出電影。
劉永健亦從事幕後製作，如八仙飯店之人肉叉燒飽、高度戒備等的編劇，並曾於2005年電影七劍中擔任助理指導。他現時是灣仔一間日式居酒屋「昭和食堂」的老闆。該食肆曾獲日本放送協會採訪。

## 電視劇

### 電視劇（無綫電視）
| 首播   | 劇名               | 角色                                               |
| 1995年 | 包青天             | 金武                                               |
| 1996年 | O記實錄II          | 阿志                                               |
| 1996年 | 廉政行動1996       | 深水埗警署便衣探員ClD                              |
| 1997年 | 鑑證實錄           | 馮達森                                             |
| 1997年 | 刑事偵緝檔案III    | 呂展其                                             |
| 1998年 | 花木蘭             | 徐三綱                                             |
| 1999年 | 金玉滿堂           | 戴東富                                             |
| 1999年 | 刑事偵緝檔案IV     | 謝耀楷                                             |
| 1999年 | 洗冤錄             | 蒙古四王子（第16-17集）                            |
| 2000年 | 十月初五的月光     | 萬沛祺                                             |
| 2000年 | 創世紀II天地有情   | Adam                                               |
| 2000年 | 男親女愛           | Peter Lee                                          |
| 2001年 | 尋秦記             | 平原君（第8集）、少原君（第9、12-13集、第20-21集） |
| 2001年 | 公私戀事多         | 朱自強                                             |
| 2002年 | 雲海玉弓緣         | 鍾 展                                              |
| 2002年 | 情事緝私檔案       | 劉偉業                                             |
| 2002年 | 蕭十一郎           | 柳色青                                             |
| 2002年 | 談判專家           | 齊健峰                                             |
| 2003年 | 金牌冰人           | 岑公子                                             |
| 2003年 | 非常外父           | 大 仁                                              |
| 2003年 | 衝上雲霄           | 周允天（第6、9、14、24集）                         |
| 2003年 | 富豪海灣非凡情緣   | Carrie前度男友                                     |
| 2003年 | 當四葉草碰上劍尖時 |                                                    |
| 2004年 | 水滸無間道         | 易進Matt                                           |
| 2007年 | 紅衣手記           | 司徒炳洪 (Sam)                                     |
| 2007年 | 師奶兵團           | 舒文山                                             |
| 2011年 | 七號差館           | 昌 哥                                              |

## 綜藝節目
- 友枱VIP 主持（ViuTV）
- 歡樂滿東華1999 演出 （TVB)

## 電影
- 1993年：的士判官
- 2001年：極速殭屍
- 2003年：醉猴（醉馬騮）飾 第二男主角（同劇演員：吳　京、劉家輝、劉家良、戚冠军）
- 2011年: 蔡李佛 飾 大師兄 任四海

## 廣告／商品代言人
- 2003-2004 永亨銀行 榮城月餅

## 幕後

### 助理指導
- 2005年：七劍

### 編劇

#### 1993年
- 八仙飯店之人肉叉燒飽
- 虐之戀

#### 1994年
- 初生之犢
- 山雞變鳳凰
- 夢差人

#### 1995年
- 迷姦犯
- 新房客
- 真相

#### 1996年
- 悍匪
- 少年15/16時
- 金田一手稿之奇異檔案
- 殺手三分半鐘

#### 1997年
- 高度戒備

#### 1998年
- 極度重犯

#### 1999年
- 四人幫之錢唔夠洗

## 外部連結
- http://www.dianying.com/ft/person/LiuYongjian （页面存档备份，存于）
- http://hkmdb.com/db/people/view.mhtml?id=9894&display_set=big5 （页面存档备份，存于）
- https://web.archive.org/web/20110709065739/http://datalib.ent.qq.com/star/3272/index.shtml